# Manuela Schär
Manuela Schär (Lucerna, 5 dicembre 1984) è un'atleta paralimpica svizzera appartenente alla categoria T54 e specializzata nelle gare di velocità e mezzofondo.

## Biografia
A causa di un incidente nel 1993 è affetta da paraplegia. Ha iniziato a praticare l'atletica leggera paralimpica nel 1998 a Nottwil, vicino a Lucerna, sua città natale. Nel 2001 ha vestito per la prima volta la maglia della nazione svizzera e nel 2002 ha partecipato ai campionati mondiali di atletica leggera paralimpica di Lilla, dove si è posizionata quinta nei 100 e 200 metri piani T54 e nona nei 400 metri piani T54.
All'età di diciannove anni ha preso parte alla sua prima paralimpiade, quella di Atene 2004, dove ha conquistato la medaglia di bronzo nei 100 metri piani T54, quella d'argento nei 200 metri piani T54 e il sesto posto nei 400 metri piani T54. Quattro anni dopo, ai Giochi paralimpici di Pechino 2008 ha portato a casa la medaglia di bronzo nei 200 metri piani T54, la quarta posizione nei 100 metri piani T54 e il sesto posto nei 400 metri piani T54.
Nel 2011, ai mondiali paralimpici di Christchurch ha vinto due medaglie di bronzo nei 200 e 
400 metri piani T54, mentre nei 100 e 800 metri piani T54 si è classificata rispettivamente quinta e quarta. L'anno successivo è arrivata la sua terza esperienza alle Paralimpiadi: ai Giochi paralimpici di Londra ha raggiunto la quinta posizione nei 100 e 800 metri piani T54, mentre nei 400 metri piani T54 si è classificata settima.
Nel 2013 ha iniziato a sperimentare le distanze più lunghe e ai campionati mondiali paralimpici di Lione ha conquistato la medaglia d'oro nella maratona T54, tre medaglie d'argento nei 400, 800 e 5000 metri piani T54 e il quinto posto nei 1500 metri piani T54. L'anno successivo, ai campionati europei paralimpici di Swansea 2014 ha ottenuto quattro titoli continentali, vincendo le gare dei 400, 800, 1500 e 5000 metri piani, mentre ai mondiali di maratona paralimpica di Londra 2015 ha conquistato la medaglia d'argento.
Il 2016 è l'anno della sua quarta paralimpiade: a Giochi paralimpici di Rio de Janeiro ha partecipato alle gare dei 400, 800, 1500, 5000 metri piani T54 e della maratona T54, senza però riuscire a piazzarsi sul podio, ma ottenendo risultati in classifica compresi tra il quarto e l'ottavo posto nelle cinque discipline. Ai mondiali paralimpici di Londra 2017 ha ottenuto la medaglia d'argento negli 800 metri piani T54, mentre si è classificata quinta nei 400 e 5000 metri piani T54 e settima nei 1500 metri piani T54.
Nel 2018 è stata campionessa europea dei 1500 e 5000 metri piani T54 ai campionati europei paralimpici di Berlino e l'anno successivo si è classificata prima ai mondiali di maratona paralimpica di Londra 2019.
Nel 2021 ha preso parte ai Giochi paralimpici di Tokyo, dove ha conquistato la medaglia d'oro (e il record paralimpico) negli 800 metri piani T54 e due medaglie d'argento nei 1500 e 5000 metri piani T54. Alle Paralimpiadi di Parigi di tre anni dopo bissa il suo oro negli 800 metri piani.

## Record nazionali
- 800 metri piani T54: 1'41"47  ( Nottwil, 18 agosto 2019)
- 5000 metri piani T54: 10'51"17  ( Arbon, 5 agosto 2018)
- Maratona T54: 1h36'53"  ( Berlino, 2018)

## Palmarès
| Anno | Manifestazione                   | Sede           | Evento           | Risultato | Prestazione | Note                                     |
| ---- | -------------------------------- | -------------- | ---------------- | --------- | ----------- | ---------------------------------------- |
| 2002 | Mondiali paralimpici             | Lilla          | 100 m piani T54  | 5ª        | 18"07       |                                          |
| 2002 | Mondiali paralimpici             | Lilla          | 200 m piani T54  | 5ª        | 33"52       |                                          |
| 2002 | Mondiali paralimpici             | Lilla          | 400 m piani T54  | 9ª        | 1'05"82     |                                          |
| 2004 | Giochi paralimpici               | Atene          | 100 m piani T54  | Bronzo    | 16"63       |                                          |
| 2004 | Giochi paralimpici               | Atene          | 200 m piani T54  | Argento   | 30"24       |                                          |
| 2004 | Giochi paralimpici               | Atene          | 400 m piani T54  | 6ª        | 56"47       |                                          |
| 2008 | Giochi paralimpici               | Pechino        | 100 m piani T54  | 4ª        | 16"35       |                                          |
| 2008 | Giochi paralimpici               | Pechino        | 200 m piani T54  | Bronzo    | 28"84       |                                          |
| 2008 | Giochi paralimpici               | Pechino        | 400 m piani T54  | 6ª        | 56"24       |                                          |
| 2011 | Mondiali paralimpici             | Christchurch   | 100 m piani T54  | 5ª        | 17"46       |                                          |
| 2011 | Mondiali paralimpici             | Christchurch   | 200 m piani T54  | Bronzo    | 30"61       |                                          |
| 2011 | Mondiali paralimpici             | Christchurch   | 400 m piani T54  | Bronzo    | 57"93       |                                          |
| 2011 | Mondiali paralimpici             | Christchurch   | 800 m piani T54  | 4ª        | 1'55"35     |                                          |
| 2012 | Giochi paralimpici               | Londra         | 100 m piani T54  | 5ª        | 16"76       |                                          |
| 2012 | Giochi paralimpici               | Londra         | 400 m piani T54  | 7ª        | 57"57       |                                          |
| 2012 | Giochi paralimpici               | Londra         | 800 m piani T54  | 5ª        | 1'50"90     |                                          |
| 2013 | Mondiali paralimpici             | Lione          | 400 m piani T54  | Argento   | 55"34       | Miglior prestazione personale            |
| 2013 | Mondiali paralimpici             | Lione          | 800 m piani T54  | Argento   | 1'47"70     | Record europeo                           |
| 2013 | Mondiali paralimpici             | Lione          | 1500 m piani T54 | 5ª        | 3'34"92     |                                          |
| 2013 | Mondiali paralimpici             | Lione          | 5000 m piani T54 | Argento   | 12'08"33    |                                          |
| 2013 | Mondiali paralimpici             | Lione          | Maratona T54     | Oro       | 1h49'45"    |                                          |
| 2014 | Europei paralimpici              | Swansea        | 400 m piani T54  | Oro       | 59"11       |                                          |
| 2014 | Europei paralimpici              | Swansea        | 800 m piani T54  | Oro       | 2'00"93     |                                          |
| 2014 | Europei paralimpici              | Swansea        | 1500 m piani T54 | Oro       | 3'55"00     |                                          |
| 2014 | Europei paralimpici              | Swansea        | 5000 m piani T54 | Oro       | 13'20"04    |                                          |
| 2015 | Mondiali di maratona paralimpica | Londra         | Maratona T53/54  | Argento   | 1h43'56"    |                                          |
| 2016 | Giochi paralimpici               | Rio de Janeiro | 400 m piani T54  | 5ª        | 55"27       |                                          |
| 2016 | Giochi paralimpici               | Rio de Janeiro | 800 m piani T54  | 5ª        | 1'46"00     |                                          |
| 2016 | Giochi paralimpici               | Rio de Janeiro | 1500 m piani T54 | 4ª        | 3'23"41     |                                          |
| 2016 | Giochi paralimpici               | Rio de Janeiro | 5000 m piani T54 | 8ª        | 11'59"86    |                                          |
| 2016 | Giochi paralimpici               | Rio de Janeiro | Maratona T54     | 6ª        | 1h38'46"    |                                          |
| 2017 | Mondiali paralimpici             | Londra         | 400 m piani T54  | 5ª        | 55"53       |                                          |
| 2017 | Mondiali paralimpici             | Londra         | 800 m piani T54  | Argento   | 1'49"47     |                                          |
| 2017 | Mondiali paralimpici             | Londra         | 1500 m piani T54 | 7ª        | 3'26"09     |                                          |
| 2017 | Mondiali paralimpici             | Londra         | 5000 m piani T54 | 5ª        | 12'34"55    |                                          |
| 2018 | Europei paralimpici              | Berlino        | 1500 m piani T54 | Oro       | 3'33"42     |                                          |
| 2018 | Europei paralimpici              | Berlino        | 5000 m piani T54 | Oro       | 12'24"47    |                                          |
| 2019 | Mondiali di maratona paralimpica | Londra         | Maratona T54     | Oro       | 1h44'09"    |                                          |
| 2021 | Giochi paralimpici               | Tokyo          | 800 m piani T54  | Oro       | 1'42"81     | Record paralimpico                       |
| 2021 | Giochi paralimpici               | Tokyo          | 1500 m piani T54 | Argento   | 3'28"01     |                                          |
| 2021 | Giochi paralimpici               | Tokyo          | 5000 m piani T54 | Argento   | 11'00"50    | Miglior prestazione personale stagionale |
| 2023 | Mondiali paralimpici             | Parigi         | 400 m piani T54  | Oro       | 52"22       | Record dei campionati                    |
| 2023 | Mondiali paralimpici             | Parigi         | 800 m piani T54  | Oro       | 1'42"25     | Record dei campionati                    |
| 2023 | Mondiali paralimpici             | Parigi         | 1500 m piani T54 | Argento   | 3'22"30     |                                          |
| 2023 | Mondiali paralimpici             | Parigi         | 5000 m piani T54 | Argento   | 11'07"49    |                                          |
| 2024 | Giochi paralimpici               | Parigi         | 400 m piani T54  | Argento   | 53"14       |                                          |
| 2024 | Giochi paralimpici               | Parigi         | 800 m piani T54  | Oro       | 1'42"36     | Record paralimpico                       |